# Made in Heaven
A Made in Heaven a brit Queen rockegyüttes tizenötödik, utolsó stúdióalbuma. 1995. november 6-án jelent meg, a producerei az együttes tagjai, David Richards, Justin Shirley-Smith, valamint Joshua J. Macrae voltak.
Freddie Mercury halála után jelent meg, részben az utolsó közösen írt dalokat, részben a tagok szólódalainak átdolgozását tartalmazza. Egyes művek eredete visszanyúlik az 1980-as évekig. Mercury az utolsó pillanatig dolgozott a dalokon, ennek megfelelően néhány szerzeményt különösen szentimentális hangulat jellemez. Nagy sikere lett a rajongók körében, Angliában az együttes egyik legnagyobb példányszámban elkelt lemeze. Olyan sikeres kislemezek jelentek meg róla, mint a Heaven for Everyone, a Too Much Love Will Kill You, vagy a You Don’t Fool Me.

## Története

### Felvételek
1992 áprilisában lezajlott a Freddie Mercury emlékkoncert, majd szóló munkáin dolgozott  May (Back to the Light, 1992) és Taylor is (Blue Rock a The Crossal 1991-ben, és a Happiness? 1994-ben). A Made in Heaven felvételei 1993-körül kezdődtek, és viszonylag szórványosan zajlottak, hol Taylor és May házi stúdiójában, hol pedig a Mountain és Metropolis stúdiókban. Maga az album ötlete Mercurytól származott, ezért a halála előtt addig dolgozott, míg jártányi ereje is volt, így viszonylag sok félkész dalkezdemény maradt fenn utána.
A vége felé Freddie olyan szövegeket és zenét kért tőlem, amelyeken tudott dolgozni, és rendíthetetlenül hitte, hogy az anyagot ki kell majd bocsátani. Nem beszéltünk sokat arról, hogy mit is csinálunk ott. Az album valami szimulálása annak, hogy mit csináltunk volna ha Freddie, Roger, John és én együtt vagyunk. És ez nagyon bonyolult volt, és nagyon hosszú projekt. Határozottan be akartuk fejezni az anyagot, hogy az emberek hallhassák.
Ilyen „utolsó pillanatban készült” dalok a You Don’t Fool Me, az A Winter’s Tale és a Mother Love. Mivel az anyag nem tett ki egy egész albumot, addig be nem mutatott dalokat és a tagok szóló műveit is felhasználták. Mercury Mr. Bad Guy albumáról átemelték a címadó Made in Heavent, és az I Was Born to Love Yout, bár nem teljesen változatlanul, támogató vokálokat énekeltek fel hozzájuk, és újrahangszerelték a kíséretet. May szólódala volt a Too Much Love Will Kill You, Tayloré pedig a Heaven for Everyone, ezeket Mercury is felénekelte, így a többieknek később csak a megváltozott kíséretet kellett feljátszani.
A Let Me Live, It’s a Beautiful Day és My Life Has Been Saved dalok pedig már régóta a fiókban hevertek, ezek már a 80-as években félkészek voltak, utóbbi a Scandal B-oldalán is helyet kapott 1989-ben.

### Kiadás
Yeah és Untitled Hidden Track (vagy Track 13) néven szerepelt a lemezen egy rejtett kísérleti kompozíció is. Előbbi egy négy másodperces „yeah” kiáltás, amely az 1982-es Hot Space album Action This Day című dalából származik.
Az Untitled Track 22 perces hosszúságával a leghosszabb Queen-dalnak számít. Nagyrészt a producer, David Richards készítette egy ASR-10 mintavevő készülékkel, de May és Taylor is adtak hozzá ötleteket. A borítón nem jelölték, az It’s a Beautiful Day (Reprise) című dal után következett. Richards az It’s a Beautiful Day nyitó akkordjait adta hozzá végtelenített hurokban, majd Mercury hangját különféle visszhang effektusokon keresztül. Csak az album CD kiadásán, és egyes promóciós kazettás kiadásokon szerepelt, az LP és a kazettás kiadások az It’s a Beautiful Day (Reprise)-val, majd a 4 másodperces, Yeah-vel érnek véget. A hivatalos Queen online dalkereskedésben az Untitled Track is megvásárolható, akár magában, akár az album részeként. A három utolsó tétel annyira zökkenőmentesen folyik egymásba, hogy nem lehet megkülönböztetni hol vannak a határaik. Pont emiatt a rajongók gyakran Yeah-nek nevezik a 13. számot, mert nem tudják, hogy az különálló tétel.
Az album borítójának elején a Montreux-ban található Freddie Mercury szobor látható, a hátsó borító Deacon, May és Taylor, amint a Genfi-tó felé néz. A két kép két különböző helyen és időben készült, a látszattal ellentétben nem egyetlen felvétel. Míg a szobor képe napfelkeltében készült, addig a hátoldal naplementében, ráadásul a három tag képe egy londoni stúdióban készült, és csak később másolták rá. A kislemezekhez készült videóklipekben nem szerepelt egyik tag sem.

## Fogadtatás
A megjelenését nagy várakozás előzte meg, az 1991-es Innuendo óta eltelt négy év a leghosszabb volt, ami eltelt két Queen-album megjelenése között. Ennek megfelelően rögtön az első helyen kezdett a brit albumlistán, és bár nem sokáig szerepelt a Top 10-ben, összességében több mint egymillió példányban kelt el Angliában, ezzel a legkelendőbb ottani stúdióalbumuk lett. Amerikában még kisebb sikere volt, mint az előző albumoknak, csak az 58. helyet érte el a Billboard Top 200-on, és aranylemez lett. A Nielsen Soundscan felmérései szerint Amerikában 2006-ig 255 ezer példányt vásároltak meg. A kislemezei főként Angliában arattak sikert, az Amerikai listákra nem kerültek fel.
Az AllMusic kritikusa mindössze két csillagra értékelte a lemezt. Az írás szerint az album zeneileg az együttes 1970-es évekbeli hangzására emlékeztet, kivéve a több dal szövegében fellelhető élet és halál témakört. A The Guardian írása szerint Mercury énekhangja az állapota ellenére kiváló, kellően hajlékony és magabiztos. A kritikus szerint az egész felvételen elgondolkodtató az énekstílusa, kivéve az I Was Born to Love You-t, ahol tüzes, és a dalszövegek, amelyek más esetben banálisnak hatnának, a történtek szempontjából végzetszerűek. Az Entertainment Weekly kritikusa pozitívan értékelte, hogy az album Mercury nyilvános búcsúját tartalmazza. A The Times ezt írta róla: „hogy milyen a felvétel, az mint a Queennél minden esetben az ízlés határozza meg. A Mother Love, az utolsó felvétel amit Mercury készített, igazán őszinte pátosz.” A Q magazin írója három csillagra értékelte, az életmű megfelelő lezárásának tartotta.

## Az album dalai
|     | Cím                            | Szerző(k)         | Hossz |
| --- | ------------------------------ | ----------------- | ----- |
| 1.  | It’s a Beautiful Day           | Queen             | 2:32  |
| 2.  | Made in Heaven                 | Freddie Mercury   | 5:25  |
| 3.  | Let Me Live                    | Queen             | 4:45  |
| 4.  | Mother Love                    | Brian May/Mercury | 4:49  |
| 5.  | My Life Has Been Saved         | Queen             | 3:15  |
| 6.  | I Was Born to Love You         | Mercury           | 4:49  |
| 7.  | Heaven for Everyone            | Roger Taylor      | 5:36  |
| 8.  | Too Much Love Will Kill You    | May/Musker/Lamers | 4:20  |
| 9.  | You Don’t Fool Me              | Queen             | 5:24  |
| 10. | A Winter’s Tale                | Queen             | 3:49  |
| 11. | It's a Beautiful Day (Reprise) | Queen             | 3:01  |

| 1. | Yeah                        | Queen | 0:04  |
| 2. | Untitled Instrumental Track | Queen | 22:32 |

| 1. | Heaven For Everyone (Single Version)           | 4:39 |
| 2. | It’s A Beautiful Day (B-Side Version)          | 3:58 |
| 3. | My Life Has Been Saved (1989 B-Side Version)   | 3:16 |
| 4. | I Was Born To Love You (Vocal & Piano Version) | 2:55 |
| 5. | Rock In Rio Blues (Live B-Side)                | 4:33 |
| 6. | A Winter’s Tale (Cosy Fireside Mix)            | 3:49 |

| 7. | (Heart-ache) Too Much Love Will Kill You (promo video, 1995) |  |
| 8. | Heaven for Everyone (promo video, 1995)                      |  |
| 9. | A Winter’s Tale (alternatív promo video, 1995)               |  |

## Közreműködők
- Brian May: elektromos gitár, billentyűsök, háttérvokál
- Freddie Mercury: ének és háttérvokál, zongora
- John Deacon: basszusgitár, billentyűsök
- Roger Taylor: dob, percussion, billentyűsök, háttérvokál
- Vokál a Let Me Live-ben: Rebecca Leigh-White, Gary Martin, Catherine Porter, Miriam Stockley

## Helyezések és eladások
| Ország        | Helyezés | Eladási minősítés | Eladás     |
| ------------- | -------- | ----------------- | ---------- |
| Anglia        | 1        | 4× platina        | 1 200 000+ |
| Amerika       | 58       | arany             | 500 000+   |
| Magyarország  | 3        | —                 | —          |
| Hollandia     | 1        | 2× platina        | 100 000+   |
| Japán         | 10       | —                 | —          |
| Németország   | 1        | 3× platina        | 1 500 000+ |
| Ausztria      | 1        | 2× platina        | 60 000+    |
| Kanada        | —        | platina           | 100 000+   |
| Norvégia      | 2        | —                 | —          |
| Svédország    | 1        | —                 | —          |
| Svájc         | 1        | 3× platina        | 90 000+    |
| Franciaország | 2        | 2× platina        | 600 000+   |

| Év   | Kislemez                                                              | GBR | FRA | GER | IRE | NLD | USA |
| ---- | --------------------------------------------------------------------- | --- | --- | --- | --- | --- | --- |
| 1995 | Heaven for Everyone / It’s a Beautiful Day                            | 2   | 7   | 15  | 7   | 3   | —   |
| 1995 | A Winter’s Tale / Thank God It’s Christmas / Rock in Rio Blues        | 6   | —   | 62  | 23  | 16  | —   |
| 1996 | I Was Born to Love You                                                | —   | —   | —   | —   | —   | —   |
| 1996 | Too Much Love Will Kill You / We Will Rock You / We Are the Champions | 15  | —   | —   | 23  | —   | —   |
| 1996 | Let Me Live / Bicycle Race / Fat Bottomed Girls                       | 9   | —   | 67  | —   | 36  | —   |
| 1996 | You Don’t Fool Me                                                     | 17  | 7   | 26  | 23  | 21  | —   |